# Бембереке
Бембереке (фр. Bembéréké) — коммуна, округ, город Бенина. Площадь 3 348 км², население 131 255 человек (2013).

## География
Коммуна расположена на крайнем севере департамента Боргу, Бембереке занимает площадь 3 348 км², или около 12,94 % площади департамента и 2,92 % территории страны. Коммуна граничит на севере с коммуной Гогуну в департаменте Алибори, на юге с коммуной Н’Дали, на востоке с коммунами Калале и Никки, на западе с коммуной Синенде.
Разнообразную растительность составляют лесистые, древесно-кустарниковые саванны с редкими лесами. Лесистые саванны (небольшие слаборазвитые кустарники) и камнеломковые кустарники в основном занимают скальные выходы, слаборазвитые, щебнистые и маломощные почвы. Под действием человека растительность стала изреженной, в частности с исчезновением многих древесных пород, дикой природы и даже охраняемых видов.
Поля и пары состоят из продовольственных культур и сельскохозяйственных культур, таких как ямс (Dioscorea spp), сорго (Sorghum bicolor) и т. д. Древесные породы, встречающиеся на полях и залежах, не используются из-за их социально-экономической важности. В основном это ши (Vitellaria paradoxa) и нере (Parkia biglobosa). Древесные отростки, очень часто встречающиеся на полях и залежах: Daniellia Oliveri, Parinari curatellifolia и Pteleopsis suberosa.